# Chimarra marginata
Chimarra marginata är en nattsländeart som först beskrevs av Carl von Linné 1767.  Chimarra marginata ingår i släktet Chimarra och familjen stengömmenattsländor. Enligt den finländska rödlistan är arten sårbar i Finland. Arten är reproducerande i Sverige. Artens livsmiljö är forsar. Inga underarter finns listade i Catalogue of Life.